# Anna Amalia van Baden-Durlach
Anna Amalia van Baden-Durlach (Durlach, 9 juli 1595 - Saarbrücken, 18 november 1651) was van 1640 tot aan haar dood regentes van Nassau-Saarbrücken. Ze behoorde tot het Huis Baden-Durlach.

## Biografie
Anna Amalia was de tweede dochter van markgraaf George Frederik van Baden-Durlach en Juliana Ursula van Salm-Neufville.
Anna Amalia huwde te Saarbrücken op 25 november 1615 met graaf Willem Lodewijk van Nassau-Saarbrücken (Ottweiler, 18 december 1590 - Metz, 22 augustus 1640). Willem Lodewijk werd in 1616 mederegent van zijn vader Lodewijk II. Hij volgde in 1627 zijn vader op samen met zijn broers Johan, Ernst Casimir en Otto. Willem Lodewijk trad op als regent voor zijn broers Ernst Casimir en Otto. Willem Lodewijk verkreeg op 29 januari 1629 bij een eerste deling het graafschap Saarbrücken.

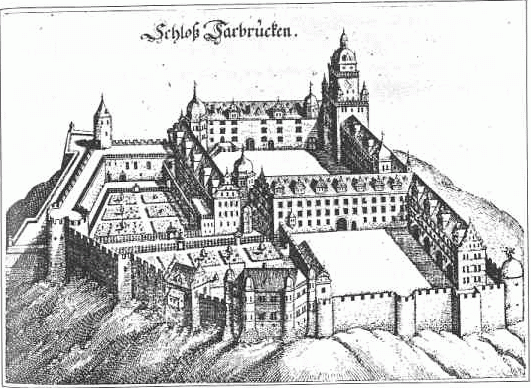
Slot Saarbrücken

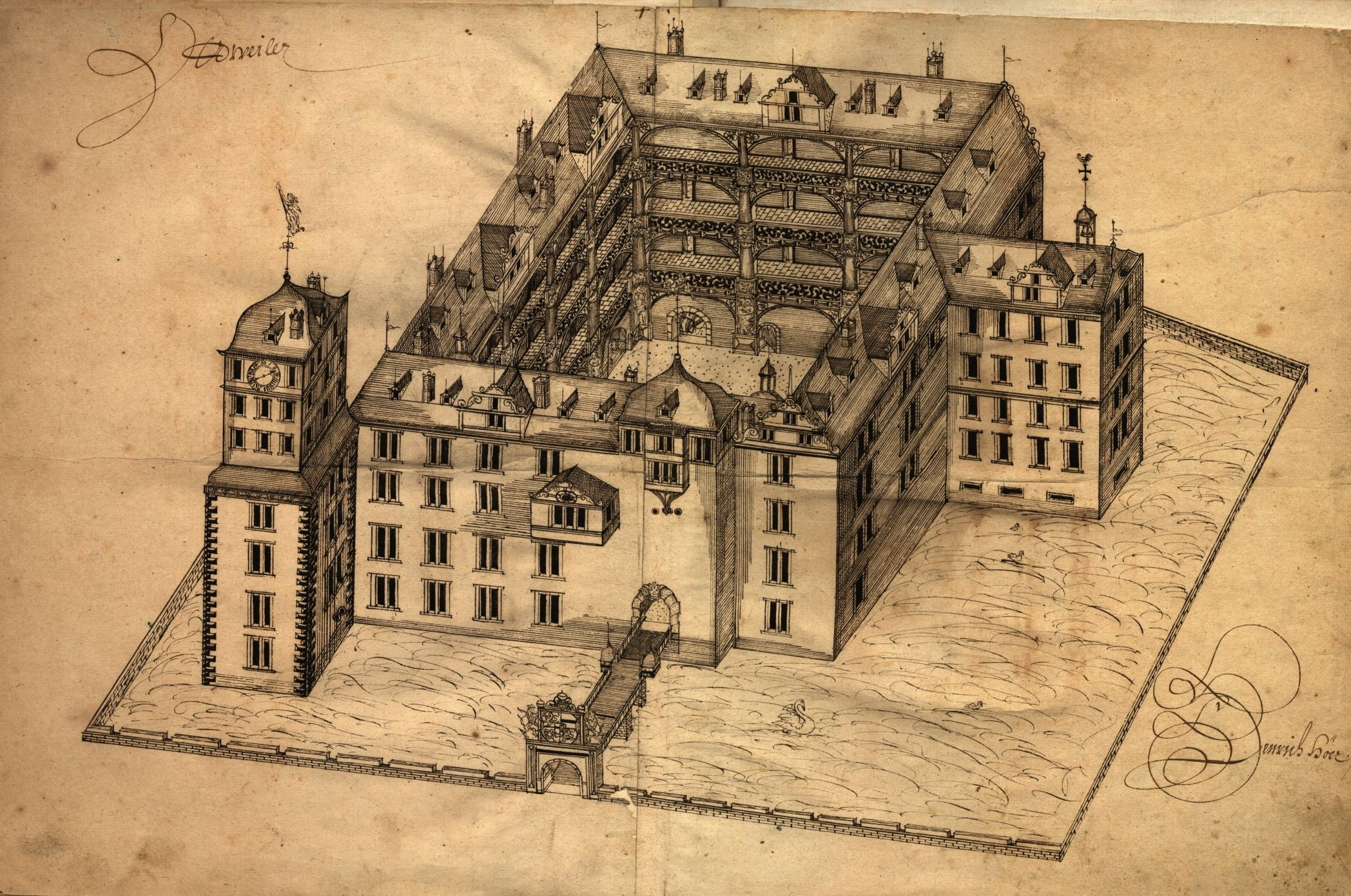
Slot Ottweiler

### Dertigjarige Oorlog
In de Dertigjarige Oorlog stelden Willem Lodewijk en zijn broers, toen koning Gustaaf II Adolf van Zweden aan het einde van het jaar 1630 naar de Rijn kwam, zich te zijner beschikking en verklaarden daarmee de oorlog aan hun keizer.
Op 23 april 1635 vluchtte de familie naar Bockenheim. Op 30 mei 1635 sloot een reeks rijksstanden, waaronder Keurbrandenburg en Keursaksen, de Vrede van Praag, waarbij de graven van Nassau uitdrukkelijk werden uitgesloten. De familie begaf zich eerst naar Saarbrücken, dat werd beschermd door hertog Bernhard van Saksen-Weimar. Toen deze in augustus 1635 in een aanval tegen Frankfurt am Main werd verslagen en zich moest terugtrekken naar Metz, volgden Willem Lodewijk en Ernst Casimir hem daarheen. Johan koos Straatsburg als ballingsoord. De nadering van keizerlijke troepen onder Matthias Gallas veroorzaakte in Saarbrücken paniek en een golf van vluchtelingen. De grafelijke familie besefte dat Straatsburg vanwege de afstand niet bereikbaar was. Dus reisde het gehele hof op voorstel van koning Lodewijk XIII van Frankrijk op 16 juni 1635 naar de Rijksstad Metz.
In november 1635 verscheen de keizerlijke commissaris Bertram von Sturm zu Vehlingen in de Nassause landen en verklaarde de drie broers vervallen van hun graafschappen en al hun bezittingen. Een poging, door een door de keurvorst van Saksen bemiddeld verzoekschrift, om keizerlijke gratie te verkrijgen, mislukte in 1636. In het volgende jaar werden de graven geïnformeerd over de redenen voor de keizerlijke ongenade. Pas in 1639 ontvingen Willem Lodewijk en Ernst Casimir een vrijgeleide, zodat zij persoonlijk hun zaak in Wenen konden behartigen. Willem Lodewijk stierf op 22 augustus 1640 in Metz en werd begraven in een armengraf.

### Regentes van Nassau-Saarbrücken
Bij het overlijden van Willem Lodewijk waren zijn kinderen officieel nog minderjarig. Hierdoor werd Anna Amalia aangesteld tot regentes van Nassau-Saarbrücken, een functie die ze bleef uitoefenen tot aan haar dood in 1651. In 1640 schreef ze een smeekschrift aan Kardinaal de Richelieu hetgeen leidde tot Franse ondersteuning van de familie.
Op 11 september 1641 keerde de familie terug naar Ottweiler. Op 26 juli 1642 ontving Anna Amalia een vrijgeleide van keizer Ferdinand II voor de grafelijke familie. Bij de Vrede van Westfalen in 1648 kreeg de familie de bezittingen terug en verlegde Anna Amalia de residentie naar Saarbrücken.
Anna Amalia overleed te Saarbrücken op 18 november 1651 en werd begraven in de Slotkerk. Haar oudste zoon Johan Lodewijk werd vervolgens regent voor zijn jongere broers totdat ze in 1659 officieel meerderjarig werden en het graafschap Nassau-Saarbrücken verdeeld werd.

## Kinderen

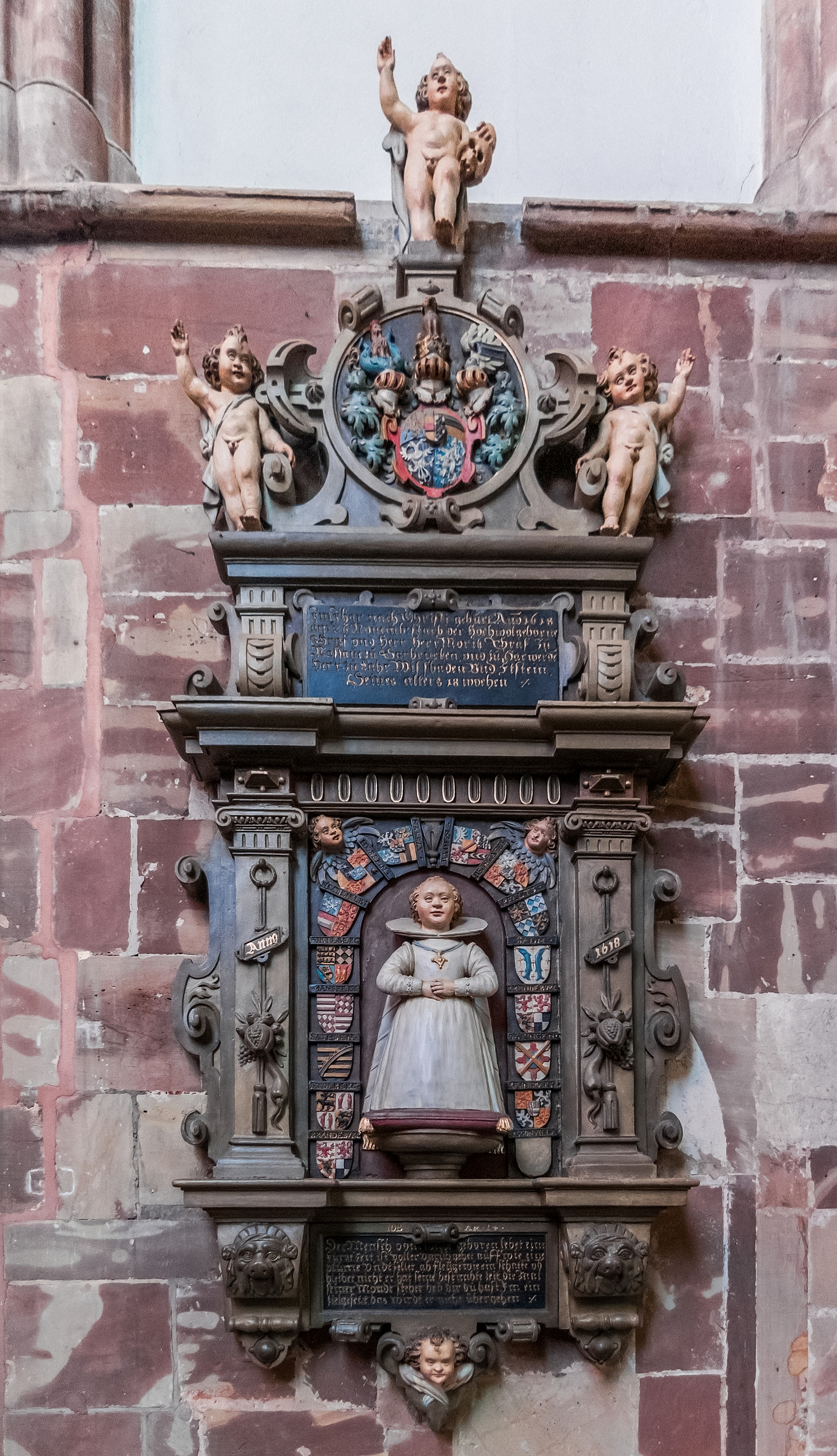
Grafmonument voor Maurits van Nassau-Saarbrücken in de Stiftskirche Sankt Arnual

Uit het huwelijk van Anna Amalia en Willem Lodewijk werden de volgende kinderen geboren:
1. Anna Juliana (Saarbrücken, 18 april 1617 n.s. - Meissenheim, 29 december 1667 o.s.),[7] huwde te Metz op 6 april 1640 met hertog Frederik van Palts-Zweibrücken (Zweibrücken, 5 april 1616 - Slot Nohfelden, 9 juli 1661).
2. Maurits (Saarbrücken, 23 juli 1618 - 26 november 1618).
3. Charlotte (Saarbrücken, 1 december 1619 - Grünstadt (?), .. november 1687),[8] huwde te Altleiningen op 6/16 januari 1650[9] met graaf Lodewijk Everhard van Leiningen-Westerburg-Rixingen (18 juli 1624 - 4 september 1688). Het echtpaar scheidde in 1668.[10]
4. Crato (Saarbrücken, 7 april 1621 - Rheinberg, 14/24 juli 1642), volgde zijn vader op.
5. Anna Amalia (Saarbrücken (?), 20 juli 1623 o.s.[11] - Saarbrücken, 1 juli 1695),[12] was kanunnikes van het Sticht Herford.
6. Johan Lodewijk (Saarbrücken, 24 mei 1625 - Reichelsheim in de Wetterau, 9 februari 1690 n.s.), volgde zijn vader op.
7. Elisabeth Sibylla (Neunkirchen, 1 oktober 1626 o.s.[13] - 5 juni 1627).
8. Maria Sibylla (Ottweiler (?), 6 oktober 1628[14] - Huis Alverdissen, 9 april 1699 o.s.),[15] huwde te Beck op 12 april 1651 met hertog August Filips van Sleeswijk-Holstein-Sonderburg-Beck (Sonderburg, 11 november 1612 - Beck, 6 mei 1675).
9. George Frederik (24 augustus 1630 - 19 december 1630).
10. Gustaaf Adolf (Saarbrücken, 27 maart 1632 - Straatsburg, 9 oktober 1677), volgde zijn vader op.
11. George Frederik (16 september 1633 - Ottweiler, 23 januari 1635 o.s.).[16]
12. Walraad (Metz, 24 februari 1635 - Hellenrod bij Roermond, 17 oktober 1702), volgde zijn vader op.